# Aire marine éducative
Pour les articles homonymes, voir AME.

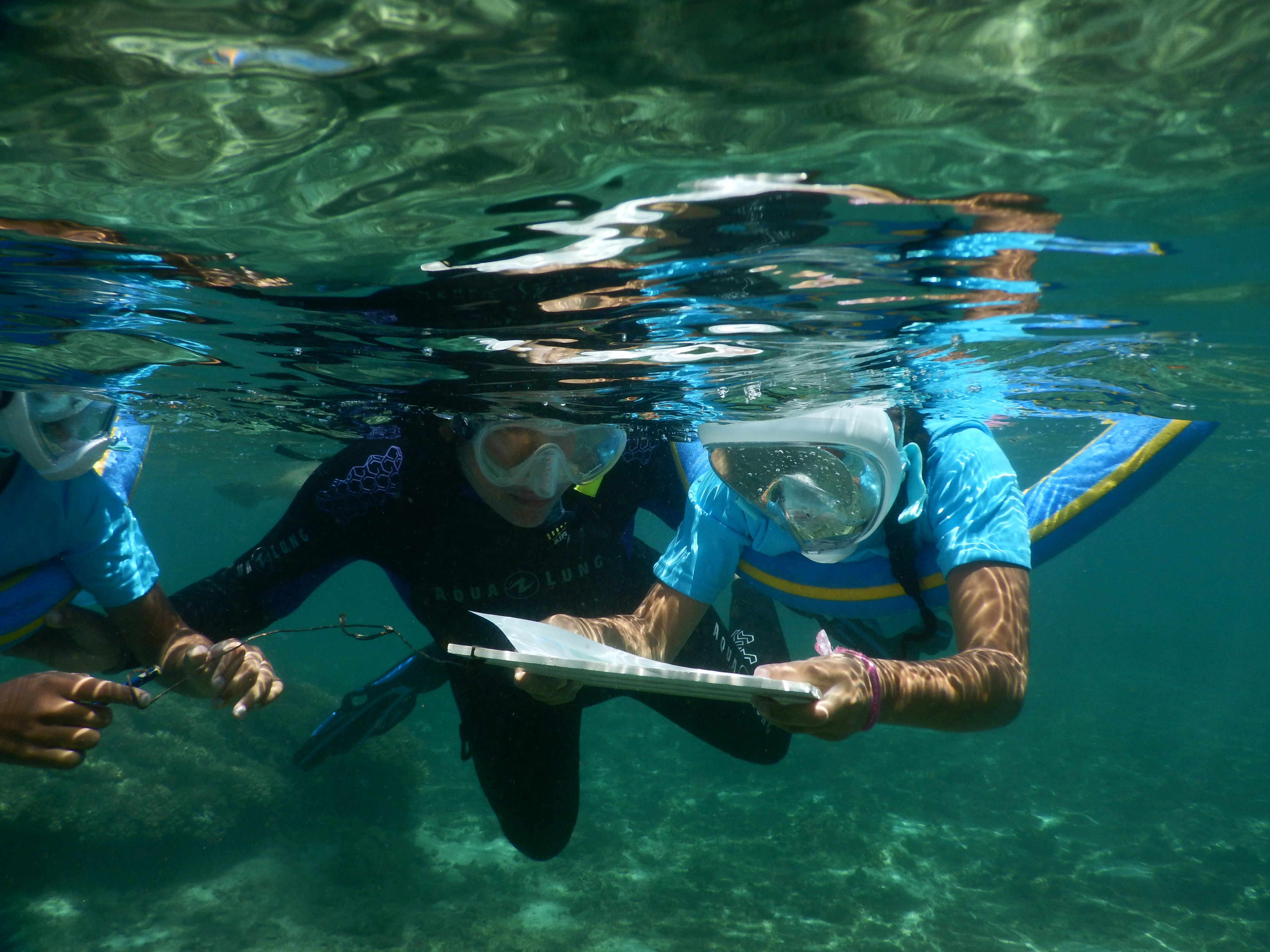
Les élèves de l'école de Saint-Leu plongent dans leur aire marine éducative en compagnie d'un garde de la Réserve naturelle marine de la Réunion qu'ils voient régulièrement durant l'année scolaire.

Une aire marine éducative (abrégé AME) est une bande de littoral maritime gérée de manière participative par les élèves d'une école publique ou privée tout au long de l'année scolaire.
Les aires marines éducatives s'inscrivent dans la lignée pédagogique de l’éducation à l'environnement et au développement durable.
Les élèves y explorent le milieu marin, rencontrent les habitants comme les professionnels de la mer et décident en Conseil des enfants pour la mer de leurs prochaines explorations ou des actions écocitoyennes qu'ils vont porter.
Il existe en septembre 2019 149 aires marines éducatives localisées en France d'outre-mer et en France métropolitaine.

## Histoire

### Naissance de la première aire marine éducative dans les Marquises
La première aire marine éducative a été fondée en 2013 par les élèves de l’école primaire de Vaitahu (Ile de Tahuata, Marquises).
Le mythe fondateur des aires marines éducatives veut que lorsque les scientifiques de la campagne océanographique Pakaihi i te moana ont présenté aux élèves de l'école Vaitahu les richesses sous-marines à côté de chez eux un élève s'est levé et a exprimé le souhait d'agir. C'est ainsi qu'est née l'aire marine éducative localisée en face de l'école de Vaitahu.

### Le réseauPukataiet la première génération d'aires marines éducatives en Polynésie française
La naissance de la première aire marine éducative s'est poursuivie par la naissance du réseau Pukatai (signifiant Corail en Marquisien), un réseau pilote d'aires marines éducatives aux Marquises  créé avec l’appui du Gouvernement polynésien,de la Communauté de communes des îles Marquises (CODIM), de l'Agence Française pour la Biodiversité et de l'association Motu Haka,.
Les aires marines éducatives du réseau Pukatai sont alors gérées par les élèves des écoles Vaitahu, Hanaui, Hakahetau, Hanaiapa, Anaho et HaGe  sur des zones pré-identifiées pour être inscrites au patrimoine mondial de l'UNESCO.
Durant cette même période plusieurs évènements commencent à faire connaître les aires marines éducatives comme une publication dans la revue Espaces naturels ou encore un TEDx "Les Aires marines éducatives: faire l'école autrement".

### La deuxième génération et le voyage vers la France métropolitaine
L’extension du réseau des aires marines éducatives s’accélère en Polynésie française sur l'année scolaire 2016/2017 avec des aires marines éducatives gérées par les élèves des écoles de Pirae, Punaauia, Mahina, Taravao (Tahiti), Raroia (archipel de Tuamotu), Anaho, Harie, Patoa, Hakahau, Hakehetau Hanaiapa, Vaitahu, Hanaui (archipel des Marquises) .
Le concept voyage en France métropolitaine et dans les Dom. En 2015 l'Agence Française de la Biodiversité, le Ministère de l'Éducation Nationale, le Ministère de la Transition écologique et solidaire et le Ministère des Outre-Mer donnent feu vert à huit écoles publiques pilotes pour initier des aires marines éducatives. Ces dernières sont alors gérées par  les élèves de l’école du Forestou à Brest (Bretagne), de l'école Jules-Verne au Crotoy (Hauts-de-France), de l'école Curie-Pasteur à Argelès-sur-Mer (Occitanie), de l'école de Bonifacio (Corse), de l'école de Bragelogne à Saint-François (Guadeloupe), de l'école Hermann-Michel à Le Carbet (Martinique), de l'école de Pamandzi 2 (Mayotte) et de l'école de Saint-Leu centre (La Réunion).

### La troisième génération et l'extension du réseau
Le réseau continue à s'entendre sur l'année scolaire 2017/2018 en Polynésie française tout comme en France métropolitaine et dans les DOM.
En Polynésie française les aires marines sont gérées par les élèves de l'école primaire de Vaitahu (Marquises), l'école primaire de Hakahetau (Marquises), l'école primaire de Hane (Marquises), les écoles primaires de Hatiheu et de Aakapa (Marquises), l'école primaire CSP de Atuona (Marquises), l'école primaire de Omoa (Marquises), de l'école primaire de Raroia (Tuamotu), de l'école 2+2=4  (commune de Punaauia), de l'école élémentaire de Fareroi (commune de Mahina), de l'IIME Te Hana Hau (commune d’Arue), de l’IIME Tamaru Arii (commune de Vairao), de l'école primaire Ahototeina à Teahupoo (Tahiti), du groupe Scolaire Nuutafaratea à Mataiea (Tahiti), de l'école primaire Mairipehe à Mataiea (Tahiti), de l'école primaire Apea à Papara (Tahiti), du groupe Scolaire Opoa-Puohine  à Taputapuatea (Raiatea), de l'école primaire de Anaa (Tuamotu), du CJA Fare à Huahine,.
En France métropolitaine et dans les DOM ce sont les élèves de 51 écoles de France métropolitaine et des DOM qui gèrent maintenant des aires marines éducatives à savoir les élèves de l'école du Forestou, l'école Montessori "les Mimosas", l'école publique Théodore Monod, l'école primaire publique de l'ïle d'Arz (Bretagne), l'école de Bonifacio, l'école Primaire Marien Martini, l'école élémentaire de Centuri, le Collège du Cap (Corse), l'école mixte 1 Louis Andrea, l'école de Bragelogne (Guadeloupe), l'école du Crotoy, l'école Elémentaire Publique Manessier- Corderies, l'école Louis Pasteur, l'école élémentaire Jean Mace, l'école élémentaire Privée Notre-Dame, l'école Alain Fournier, l'école Raoul Ridoux, l'école Jeanne d'Arc (Hauts-de-France), l'école du Carbet, l'école Jacques Lucea et le collège Alexandre Stellio, le pensionnat Saint Joseph de Cluny (Martinique), l'école publique Le Prieuré à La Rochelle, l'école élémentaire publique de La Brée-les-Bains, l'école Elémentaire de la Ville à Hendaye, l'école publique d'Olhette, l'école élémentaire Urdazuri, l'école Saint François Xavier, l'école élémentaire J.Jaccachoury, l'école élémentaire Plage, l'école élémentaire de la Croix Rouge, l'école élémentaire du Centre St Jean de Luz, l'école primaire publique du Reptou, l'école Uhanderea (Nouvelle-Aquitaine), l'école Saint Antoine Ginestière, l'école élémentaire La Garde, l'école élémentaire St John Perse, l'école de l'Almanarre, l'école Louis Marin, l'école Bonneveine 1, l'école Primaire André Malraux, l'école élémentaire La Roseraie, l'école de la Capte, l'école Claude Durand, l'école élémentaire Estaque-Plage (Provence-Alpes-Côte d'Azur), l'école Curie Pasteur (Occitanie), l'école élémentaire de Paule Legros, l'école primaire Souris Blanche, l'école élémentaire de la Saline les Bains, l'école de Saint-Leu Centre (La Réunion), l'école élémentaire de Gustavia (Saint-Barthelemy) et l'école Clair St Maximin (Saint Martin).
Le 4 juillet 2017 l'ancien ministre de la Transition écologique et solidaire Nicolas Hulot fixe dans le Plan pour la Biodiversité l'objectif de voir de 500 écoles engagées dans la démarche d'ici 2020.

### La quatrième génération et les 100 écoles
L'extension du réseau continue sur l'année scolaire 2018-2019 avec au total 100 aires marines éducatives dont 24 aires marines éducatives en Polynésie Française.
L'année scolaire 2018-2019 est marquée par des rencontres virtuelles entre porteurs de projets qui débouchent sur la création d'une communauté virtuelle (avec une liste d'échange virtuelle, un centre de ressources de type wiki) et par  l'accélération de la médiatisation des aires marines éducatives auprès du grand public avec des documentaires Thalassa,, des reportages dans les journaux télévisés régionaux ,, parfois des invitations des élèves sur des plateaux télévisés ou avec encore des publications dans des journaux locaux ou régionaux ,,,,,,,,.
Des correspondances écrites entre les écoles se renforcent. Les élèves de certaines aires marines éducatives décident de se rencontrer, comme cela a été le cas lors des rencontres inter-îliennes organisées entre les élèves de l'école Saint-Maximum et les élèves de l'école de Gustavia.
Encouragé par l'intérêt grandissant pour les aires marines éducatives, la cellule mobilisation citoyenne de l'Agence Française pour biodiversité décide d'adapter le dispositif aux milieux terrestres et lance un programme national pilote au cours de l’année scolaire 2018-2019. 5 Aires terrestres éducatives sont expérimentées sur l'année 2018-2019.
Le 26 et le 27 juin 2019 lors d'un séminaire de rencontre entre aires marines éducatives et aires terrestres éducatives à l'Aquarium de la Porte Dorée à Paris, il est annoncé en conclusion de l'année "Les aires terrestres éducatives sont les sœurs des aires marines éducatives et le réseau est un. Le plus important, le cœur des aires marines éducatives comme des aires terrestres éducatives, ce sont les élèves, la Terre, l'Océan.".

### La cinquième génération
L'Agence Française pour la biodiversité annonce que 146 écoles engagées ou nouvellement engagées feront leur entrée dans le dispositif en septembre 2019.
Un centre de ressources commun est prévu pour 2020 entre les aires terrestres éducatives et les aires marines éducatives. Il est aussi prévu que l'animation du réseau se fasse progressivement au niveau régional par des groupes locaux liés aux Agences Régionales de la Biodiversité.

## Principes de fonctionnement

### Les trois piliers

#### Connaître la mer
Connaître la mer signifie que les élèves acquièrent des connaissances sur le milieu marin.
"Ils ont appris que la grande nacre, le deuxième plus grand coquillage du monde, subissait des mortalités anormales en Espagne, et que le phénomène commençait à s'étendre au golfe d’Ajaccio. Ils nous ont interpellés et ont écrit au directeur de la réserve pour mettre en place un suivi sur leur zone"  Jean-Louis Pierragi, Parc Naturel Marin du Cap Corse et de l'Agriate.

#### Vivre la mer

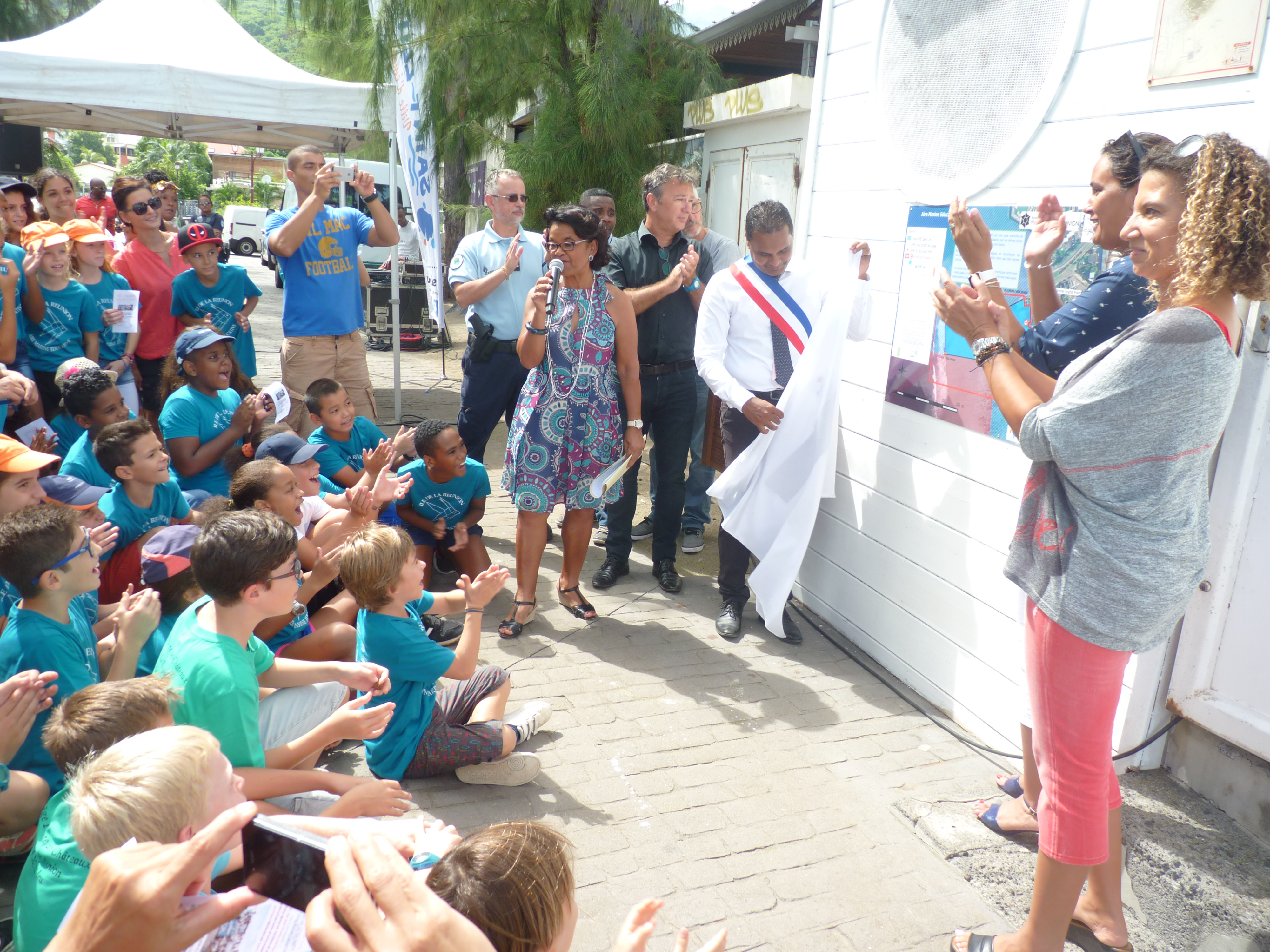
Sur certaines aires marines éducatives les élus et les journalistes participent régulièrement aux opérations organisées par les élèves.

Vivre la mer signifie que les élèves font l'expérience de la mer, rencontrent des professionnels et des usagers, et bénéficient de la transmission de savoirs entre générations et transmettent à leur tour. 
"C'est un support qui permet aux élèves de s'éveiller à la découverte active du monde qui les entoure. C'est le but de l'éducation au développement durable : ils comprennent les données et les enjeux. Ils deviennent partie prenante de la vie de leur territoire." Jean-Michel Valantin, haut fonctionnaire au développement durable du ministère de l'Éducation nationale.

#### Gérer la mer
Gérer la mer signifie que les élèves décident eux-mêmes d'actions pour leur aire marine éducative. 
« C'est la première fois que je fais un projet aussi intéressant. On a fait des suivis avec une association pour compter les poissons et savoir comment les protéger. On a développé un projet pour replanter le littoral, pour aider les tortues à pondre. On a fait des pourcentages avec la maîtresse après avoir ramassé et trié les déchets, pour comparer les résultats avec ceux de l'année dernière », Fécilie, 10 ans, école de Saint-Leu.

### Les Conseils des enfants pour la mer

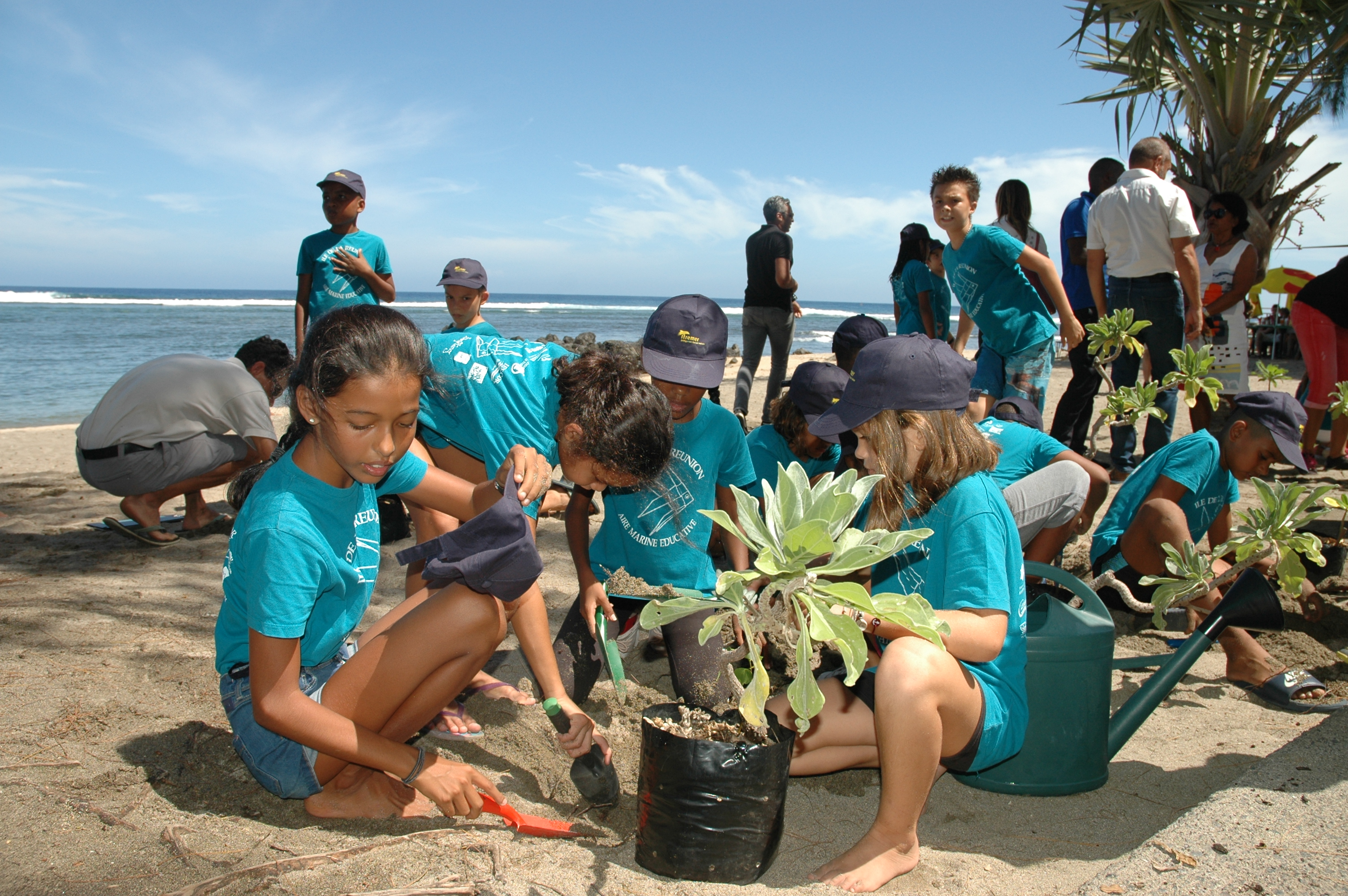
C'est lors d'un Conseil des enfants pour la mer que les élèves de l'école de Saint-Leu ont décidé de végétaliser leur aire marine éducative. Et c'est lors d'un Conseil des enfants pour la mer élargi qu'ils ont remis leur commande aux élus de la mairie et au Centre d'étude et de découverte des tortues marines qui ont été invités à participer en fournissant les végétaux.

Les Conseils des enfants pour la mer sont des temps récurrents tout au long de l'année scolaire où les élèves échangent et prennent des décisions pour leur aire marine éducative.
Les Conseils des enfants pour la mer sont parfois animés par les élèves eux-mêmes et parfois par l'enseignant. Dans les écoles où plusieurs langues ou dialectes sont parlées dans une même classe les décisions sont prises en plusieurs langues.
Les Conseils des enfants pour la mer élargis sont des Conseils des enfants pour la mer où les élèves ont invité des acteurs extérieurs à l'école. Il peut s'agir d'élus, de services techniques de la mairie, de journalistes, de parents d'élèves. Les Conseils de la mer élargis permettent de transmettre aux acteurs du territoire ce qu'ils font et de solliciter leur soutien.

### Le référent
Le référent d'une aire marine éducative est une personne à qui les élèves peuvent poser des questions et qui sera présente à plusieurs moments de l'année pour les accompagner. C'est aussi un appui pour l'enseignant.
Cette personne fait habituellement partie d'une structure en lien avec la mer qu'il s'agisse d'une association d'éducation à l'environnement, d'es agents d'un Parc naturel marin ou encore des services communaux chargés du littoral.

## Le label
Le label "aire marine éducative" est une reconnaissance institutionnelle d'un projet d'aire marine éducative qui peut être demandé à l'Agence Française pour la Biodiversité ou au Gouvernement polynésien, par les écoles publiques comme privées. Il officialise la reconnaissance par le Ministère de l'Éducation Nationale, le Ministère de la Transition écologique et solidaire et le Ministère des Outre-Mer de l'engagement et de la qualité du projet porté par l'école. Cette demande de labellisation doit être signée par l'ensemble des élèves de la classe, l'enseignant, le référent et expliciter le projet.
Le label "aire marine éducative" a été initié au sein du réseau Pukatai pour illustrer la philosophie "Connaître la mer, Vivre la mer, Transmettre la mer". Il a été officialisé en octobre 2013 à Marseille, à la suite d'une présentation d'une délégation d'aires marines éducatives du réseau Pukatai, au congrès international des aires marines protégées (IMPAC3).

## Le logo
Le logo des aires marines éducatives représente un poisson réalisé à partir de palmes de cocotier. Il est d'origine polynésienne où il représente la transmission d'un héritage culturel.